# Wyspa lalek

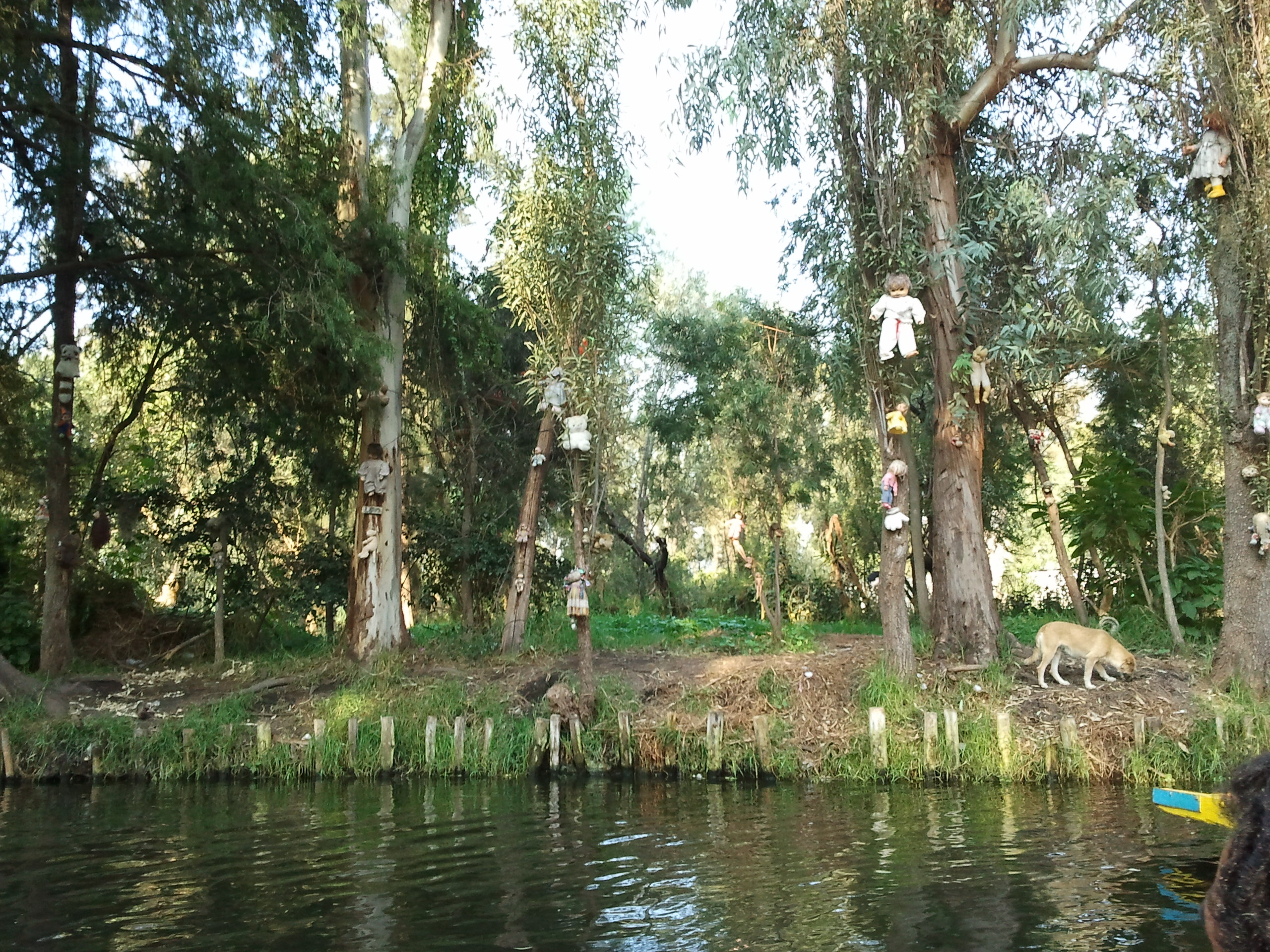

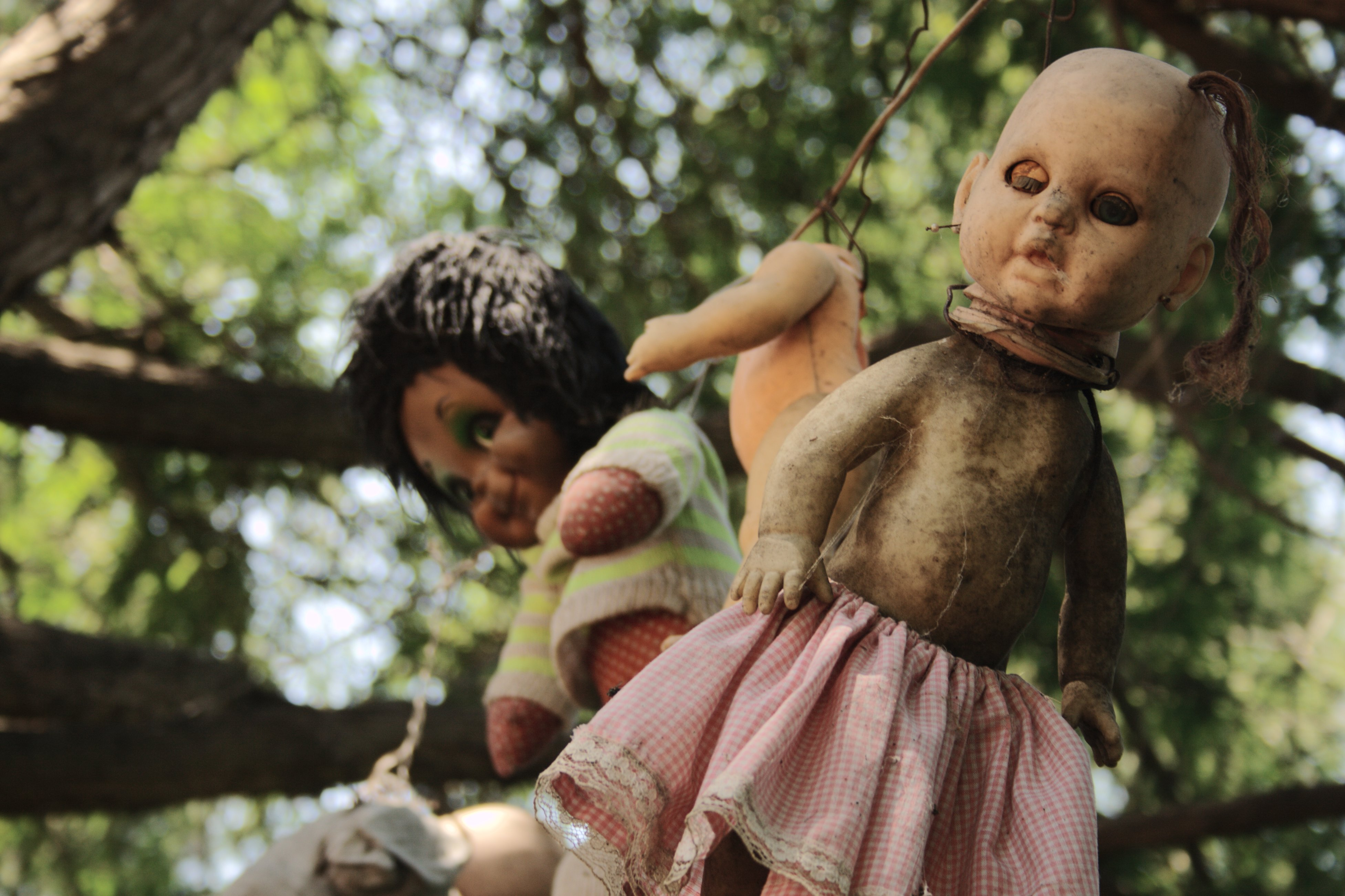

Wyspa lalek (hiszp. Isla de las Muñecas) – niewielka wyspa w Meksyku położona na wschodnich obrzeżach miasta Meksyk, w dzielnicy Xochimilco. Jest to podmokły i pocięty kanałami obszar wpisany na Listę Światowego Dziedzictwa UNESCO. Wysepka stanowi nietypową atrakcję turystyczną, znajdują się na niej setki starych i zniszczonych lalek zawieszonych na drzewach. Niszczejące i okaleczone lalki oraz ponure otoczenie wysepki tworzą mroczny nastrój. Na wyspę można się dostać jedynie drogą wodną.

## Legenda
Około 1950 r. na opuszczonej wysepce zamieszkał samotnie Meksykanin Julian Santana Barrera, który pełnił rolę dozorcy. Według legendy w 1951 r. usłyszał odgłosy tonącej w kanale dziewczynki. Natychmiast pospieszył z pomocą, jednak przybył za późno. Dziecko utonęło, a w wodzie znalazł jedynie lalkę, którą powiesił na drzewie. Później w tym samym miejscu znajdował kolejne lalki, które również zawieszał na drzewach. Ogarnięty obsesją Barrera zaczął gromadzić stare i zniszczone lalki i przez 50 lat umieszczał je na całej wyspie. Według części przekazów robił to, by uspokoić ducha tragicznie zmarłego dziecka. W 2001 r. ciało dozorcy znaleziono w tym samym miejscu, w którym rzekomo utonęła dziewczynka. Przyczyny jego śmierci nie zostały do końca wyjaśnione – najprawdopodobniej utopił się będąc pijanym – a do wyspy przylgnęła zła sława, przez co miejsce to zaczęło być odwiedzane przez turystów.